# Cima Trappola
Cima Trappola (1865 m s.l.m.) è la massima elevazione dei Monti Lessini. Si trova nel punto più a nord dell'altipiano e, sulla sua vetta, corre il confine con la provincia di Trento. Lungo la cresta si possono notare resti di trincee risalenti alla prima guerra mondiale; sulla vetta si trova ancora un cippo di confine che indicava il limite del territorio austro-ungarico. È possibile raggiungerla dalla località sciistica di San Giorgio, percorrendo il Vallon del Malera, quindi lungo la dorsale sud; l'alternativa è la via che sale dal Rifugio Pertica.

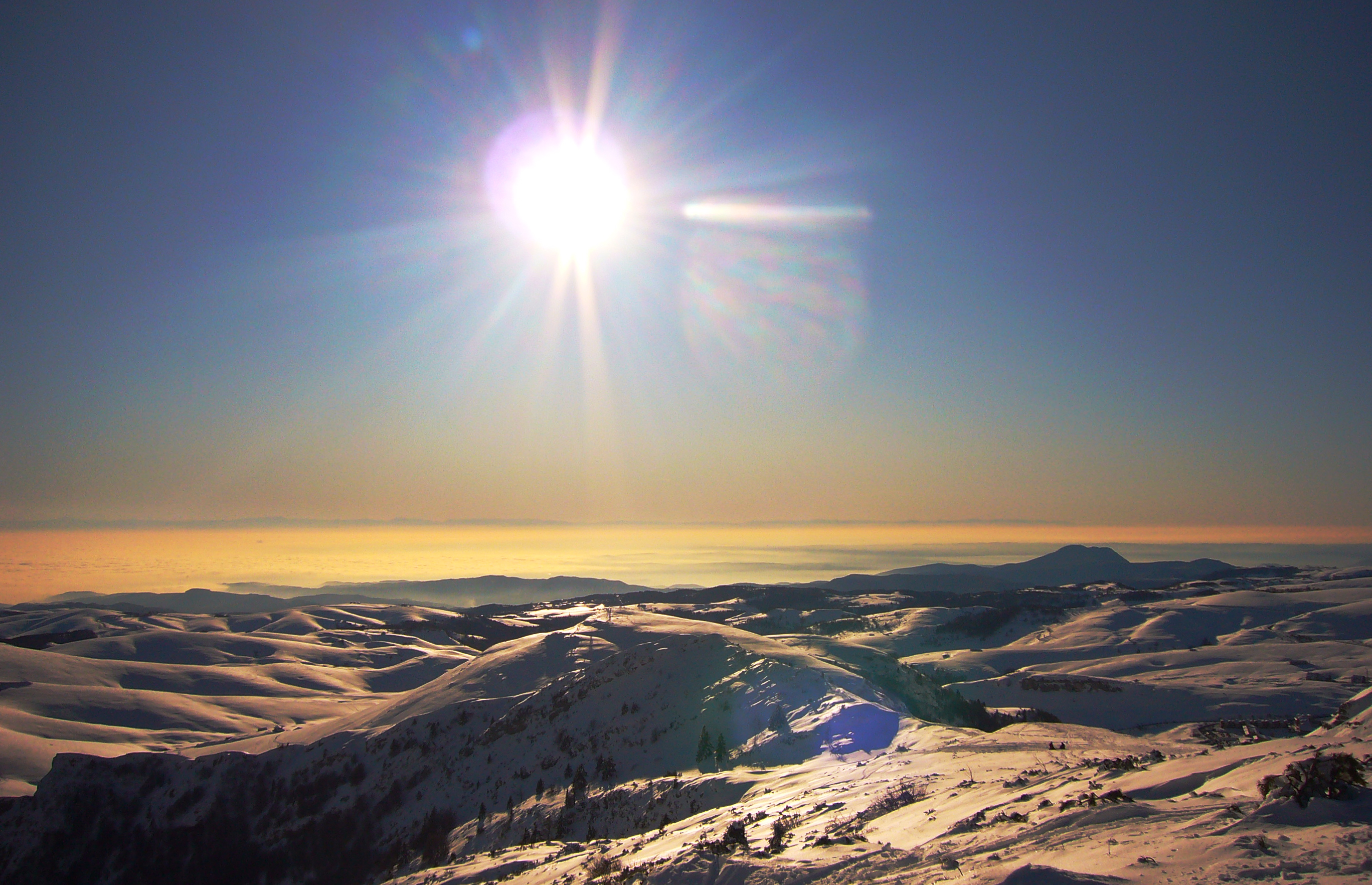
La Lessinia e la Pianura Padana da Cima Trappola

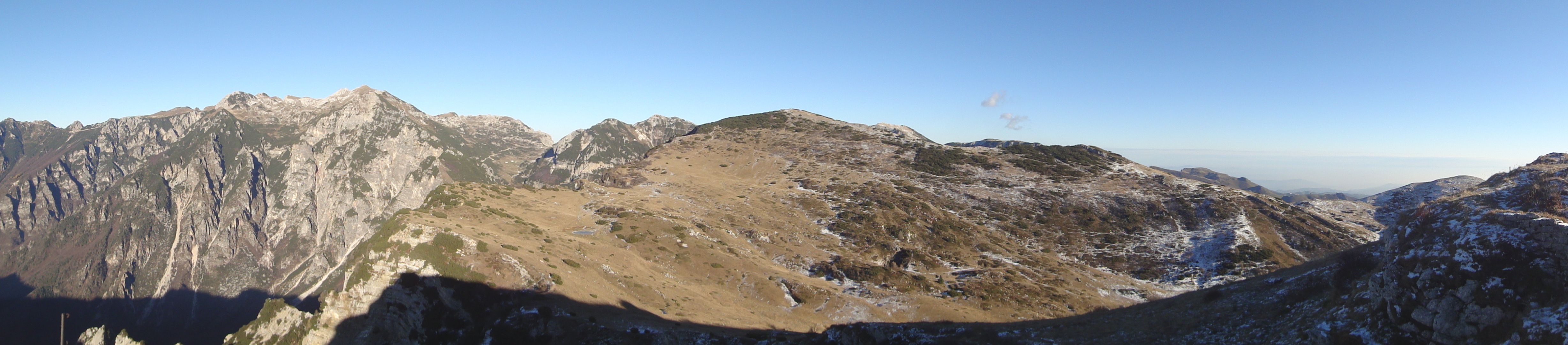
Vista panoramica su Cima Trappola (in primo piano al centro) scattata dal direttorio di tiro di Castel Gaibana. In secondo piano, a sinistra, il gruppo del Carega.